# Caubelayu
Caubelayu is een bestuurslaag in het regentschap Tabanan van de provincie Bali, Indonesië. Caubelayu telt 2563 inwoners (volkstelling 2010).